# Destrozado y sin control (canción)
"Destrozado y sin control" es el primer sencillo del EP Destrozado y sin control, de la cantante y modelo peruana Leslie Shaw. El video fue estrenado el 9 de mayo de 2010 por la cadena MTV Latinoamérica.

## Charts
| Chart (2010)                 | Mejor posición |
| ---------------------------- | -------------- |
| MTV Centro Los 10 + pedidos  | 3              |
| MTV Centro Los 100 + pedidos | 44             |
| Top 20 Ranking               | 2              |
| Top 100 Ranking del 2010     | 19             |